# Philippe Manoury
Philippe Manoury (Tulle, 19 juni 1952) is een Frans componist en pianist.
Zijn muzikale loopbaan begon met pianolessen bij Pierre Sancan. Daarop ging hij studeren aan de École Normale de Musique de Paris in Parijs. Hij studeerde er compositie (bij Gerard Condé en Max Deutsch), harmonieleer en contrapunt. Hij beëindigde zijn studies aan het Conservatorium van Parijs, waaronder een studie muziekanalyse. Hij is van jongs af aan betrokken bij de moderne klassieke muziek. In 1974 vond de eerste uitvoering plaats van een werk van hemzelf Cryptophonos. Eenmaal afgestudeerd vertrok hij naar Brazilië om les te gaan geven aan de Universiteit van São Paulo, maar ook aan die van Rio de Janeiro en Salvador. Nadat hij daar in 1978 was begonnen, keerde hij in 1981 terug en mocht op uitnodiging komen werken aan IRCAM, niet alleen als componist maar ook als onderzoeker en docent. Daarbij kwam steeds meer de computer op de voorgrond, wel steeds in combinatie met de gebruikelijke muziekinstrumenten. Een laat (2006) voorbeeld daarvan is zijn werk Partita I voor altviool en real-time-elektronica.     
Vanaf 1983 was hij betrokken bij het Ensemble Intercontemporain (tot 1987) en hij gaf les aan het Conservatorium van Lyon (1987-1997). Ondertussen gaf hij overal ter wereld seminars over moderne muziek. Een belangrijke aanstelling volgde als huiscomponist van het Orchestre de Paris (1995-2001), opgevolgd door eenzelfde functie bij de nationale opera van Orléans.  Sinds 2004 geeft hij les aan de Universiteit van Californië - San Diego. Zijn werken worden over de gehele wereld uitgevoerd; hij werd daarin aangemoedigd door onder andere Pierre Boulez.
In de draaikolk van de klassieke muziek van de 20e en 21e eeuw is het moeilijk te zeggen door welke muziek hij beïnvloed is. Zelf houdt hij het op Pierre Boulez (als componist), Karlheinz Stockhausen en Iannis Xenakis. Hij was een tijdlang aanhanger van het pointillisme, maar ook een verwijzing met de schilderijen van Jackson Pollock is te maken.
Hij ontving diverse onderscheidingen, waaronder prijzen van SACEM.

## Oeuvre
- 1974: Cryptophonos
- 1987: Jupiter
- 1988: Pluton
- 1989: La partition du ciel et de l’enfer
- 1991: Neptune
- 1998: Fragments pour un portrait
- 1999: Sound and fury (opgedragen aan Boulez)
- 2003: Noon
- 2005: Identités remarquables
- 2005: Strange Ritual
- 2006: Partita I voor altviool en real-time elektronica
- 2006: On-Iran
- 2007: Trakl-Gedichte
- 2007: Abgrund
- 2007: Terra ignota
- 2007: Cruel spirals
- totaaloverzicht hier (gearchiveerd)

Zijn discografie is groeiende, probleem bij zijn muziek is dat de muziek verschijnt op kleine gespecialiseerde platenlabels, die niet overal even eenvoudig te koop zijn.
- Biblioteca Nacional de España: XX5616782
- Bibliothèque nationale de France: cb13897049v (data)
- CiNii: DA11439039
- Gemeinsame Normdatei: 119458799
- International Standard Name Identifier: 0000 0001 1480 3953
- Library of Congress Control Number: n85119725
- MusicBrainz: 10dfbada-81b8-41d5-9626-0cdbdd168b8b
- Nationale Bibliotheek van Tsjechië: xx0001034
- Nationale bibliotheek van Australië: 36037677
- Nationale Bibliotheek van Israël: 987007428911505171
- Nederlandse Thesaurus van Auteursnamen: 096961597
- Istituto Centrale per il Catalogo Unico: LO1V192931
- SNAC: w6q27xg4
- Système universitaire de documentation: 034564497
- Trove: 1196417
- Virtual International Authority File: 116102927
- WorldCat: E39PBJp69Q4fQJdV6YDpCxM9Dq